# Dorota Grausz
Dorota Grausz (ur. 1960 w Kielcach) – polska artystka fotograf. Współorganizatorka Ogólnopolskich Plenerowych Spotkań Fotografików.

## Życiorys
Dorota Grausz związana z kujawsko-pomorskim środowiskiem fotograficznym – mieszka, pracuje, tworzy w Toruniu. Miejsce szczególne w jej twórczości zajmuje m.in. fotografia architektury, fotografia krajobrazowa, fotografia portretowa – w zdecydowanej większości opracowywana w technice gumy, począwszy od 2000 roku – pierwsza wspólna wystawa artystki z mężem Markiem Grauszem (fotografii w technice gumy), pod tytułem Stary Kraków była pokazywana w Nowohuckim Centrum Kultury, w Krakowie oraz w Norymberdze.
Dorota Grausz jest autorką i współautorką wielu wystaw fotograficznych; indywidualnych, zbiorowych, poplenerowych. Współprowadzi wiele warsztatów fotograficznych związanych z technikami szlachetnymi w fotografii (m.in. współprowadziła warsztaty fotografii w technice gumy podczas kongresu fotograficznego Fotowakancje, w Bułgarii). Od 2007 roku jest współorganizatorką i uczestniczką (wspólnie z mężem Markiem Grauszem) cyklicznych Ogólnopolskich Plenerowych Spotkań Fotografików, organizowanych pod patronatem Fotoklubu Rzeczypospolitej Polskiej Regionu Kujawsko-Pomorskiego.
Od 1998 roku jest członkiem rzeczywistym Fotoklubu Rzeczypospolitej Polskiej Stowarzyszenia Twórców. Decyzją Komisji Kwalifikacji Zawodowych Fotoklubu RP, otrzymała dyplom stwierdzający posiadanie kwalifikacji do wykonywania zawodu artysty fotografa, fotografika (legitymacja nr 170). W 2011 roku za działalność na rzecz fotografii i osiągnięcia na niwie kultury została wyróżniona statuetką Toruńskiego Flisaka – nagrodą Prezydenta Miasta Torunia. W 2015 roku została odznaczona Srebrnym Medalem „Za Zasługi dla Rozwoju Twórczości Fotograficznej” – odznaczeniem przyznawanym przez Kapitułę Fotoklubu Rzeczypospolitej Polskiej Stowarzyszenia Twórców.
Jej prace zaprezentowano w Almanachu (1995–2017), wydanym przez Fotoklub Rzeczypospolitej Polskiej Stowarzyszenie Twórców, w 2017 roku – Dorota Grausz była również członkinią zespołu redakcyjnego Almanachu (1995–2017), odpowiedzialną za redakcję wydawnictwa oraz opracowanie zdjęć do publikacji. W działalności Fotoklubu RP uczestniczyła do 2021.

## Odznaczenia
- Srebrny Medal „Za Zasługi dla Rozwoju Twórczości Fotograficznej” (2015)[1][19]

## Wystawy indywidualne (wybór)
- Kazimierz nad Wisłą
- Kwiaty polskie
- Stary Toruń
- Pejzaż kielecki
- Barwy architektury[5]

Źródło

## Wystawy zbiorowe (wybór)
- Stara architektura Bułgarii
- Stara polska architektura wiejska III
- Stary Kraków I
- Stary Kraków II

Źródło

## Rodzina
Dorota Grausz jest żoną polskiego artysty fotografa, członka Fotoklubu Rzeczypospolitej Polskiej – Marka Grausza.